# Adriana Barraza
Adriana Barraza (Toluca, Estat de Mèxic, 5 de març de 1956) és una actriu mexicana nominada als Premis de l'Acadèmia.
Guanyadora del premi d'honor en els Platí 2018, celebrada a la Riviera Maya.
Els seus dos treballs més importants han estat Amores perros i Babel. Prèviament a la seva nominació a l'Oscar a la millor actriu secundària va ser candidata en la mateixa categoria en els Globus d'Or i Broadcast Film Critics Association, i candidata al Premi del Sindicat d'Actors com a "Millor actriu secundària en una pel·lícula".
És professora d'actuació a Mèxic, Miami i Colòmbia. Va destacar en el "Taller de Perfeccionament Actoral de Televisa"; on, al costat de l'actor, director, productor, escriptor i professor d'actuació Sergio Jiménez, va fer classes per més d'una dècada. Al costat de Jiménez va compilar i va dissenyar un mètode d'actuació anomenat: "Actuació Tècnica" del qual és co-creadora. Va ser actriu en algunes telenovel·les i programes; a més, directora de telenovel·les infantils de Televisa per molts anys, però ha destacat i ha aconseguit la seva major realització com a professora (d'actuació, anàlisi de textos i neutralització d'accent) i com a actriu internacional de cinema.

## Filmografia

### Cinema
| Any  | Títol                                  | Paper                      | Notes |
| ---- | -------------------------------------- | -------------------------- | --- |
| 1993 | Les coses simples                      | Pel·lícula per a televisió | |
| 1998 | La primera nit                         | Mama de Bruno              | |
| 1999 | La coloma de Marsella                  |                            | |
| 2000 | Amores perros                          | Mama d'Octavio             | |
| 2001 | La segona nit                          | Consolo                    | |
| 2006 | Babel                                  | Amelia                     | - Premi About.com a la Millor Actriu de Repartiment d'una pel·lícula - Premi Gotham al Millor Repartiment - Premio Festival Internacional de Cinema de Palm Springs al Millor Repartiment - Premi San Francisco Critics Circle a la Millor Actriu de Repartiment d'una pel·lícula - ÀNIMA Award a la Millor Actriu en una pel·lícula - Nominació — Oscar a la millor actriu secundària - Nominació — Globus d'Or a la millor actriu secundària - Nominació — Premio del Sindicat d'Actors a la millor actriu de repartiment - Nominació — Premio del Sindicat d'Actors al millor repartiment - Nominació — Broadcast Film Critics Association a la Millor Actriu de Repartiment en una pel·lícula - Nominació — Associació de Crítics de Cinema de Chicago a la Millor Actriu secundària d'una pel·lícula - Nominació — Imatge Awards a la Millor Actriu de Repartiment - Nominació — Crítics de Cinema Online a la Millor Actriu de Repartiment d'una pel·lícula |
| 2007 | ... Y solo humo                        | Tonya                      | Curtmetratge |
| 2008 | El miracle de Henry Poole              | Esperanza Martínez         | |
| 2009 | Rage                                   | Anita dels Àngels          | |
| 2009 | Arrossega'm a l'infern                 | Shaun Sant Dena            | |
| 2009 | Tres peces d'amor en un cap de setmana | Sofia                      | |
| 2010 | Revolució                              | Chayo                      | |
| 2010 | Va succeir un dia                      | Mare                       | Segment "Demencio y la sirena" |
| 2010 | Cerro Bayo                             | Marta                      | |
| 2010 | Burning Palms                          | Louisa Álvarez             | |
| 2010 | Et presento a Laura                    | Conchita                   | |
| 2010 | And Soon the Darkness                  | Rosamaria                  | |
| 2011 | From Prada to Gens                     | Aurelia Jimenes            | - Nominació — Premi Imagen a la Millor Actriu de Repartiment |
| 2011 | Thor                                   | Isabella Martínez          | Escenes eliminades |
| 2011 | El cartell                             | Àvia Isabel                | |
| 2012 | Mariachi Gringo                        | Magdalena                  | |
| 2012 | El secret del medalló de jade          | Cornelia                   | |
| 2013 | Guten Tag, Ramón                       | Esperanza                  | - Premio - Deessa de Plata a la Millor Actriu de Quadre |
| 2014 | Night Has Settled                      | Aida                       | |
| 2014 | Cake                                   | Silvana                    | |
| 2014 | Fill de Déu                            | Maria (Veu)                | Doblatge Hispanoamericà |
| 2015 | Wild Horses                            | Mrs. Davis                 | |
| 2015 | Els 33                                 | Marta                      | |
| 2015 | Casa't amb mi                          | Araceli                    | |
| 2015 | Yefon                                  | Jilliam Parkman            | Pre-producció |
| 2016 | Broken Doll                            | Dorothy Álvarez            | |
| 2016 | Qualsevol altra cosa                   | Flor                       | |
| 2019 | Rambo: Last Blood                      | Maria Beltran              | |

### Televisió
| Any       | Títol                          | Paper               | Notes                               |
| --------- | ------------------------------ | ------------------- | ----------------------------------- |
| 1994      | Imperi de cristall             | Flora               | Telenovel·les                       |
| 1995      | Sota un mateix rostre          | Elvira              | Telenovel·les                       |
| 1995      | La coloma                      | Mare Clara          | Telenovel·les                       |
| 1996      | La culpa                       | Treballadora social | Telenovel·les                       |
| 1997      | Alguna vegada tindrem ales     | Clara Domínguez     | Telenovel·les                       |
| 1998      | Viu per Elena                  | Hilda "La Machín"   | Telenovel·les                       |
| 2000      | Bogeria d'amor                 | Soledad Retana      | Telenovel·les                       |
| 1985-2003 | Dona, casos de la vida real    | Lupe                | Programa Unitari;                   |
| 2003      | Classe 406                     | Mabel               | Telenovel·la; Participació especial |
| 2007      | ER                             | Dolores Salazar     | Sèrie de televisió                  |
| 2008      | Temps final                    | Sèrie de televisió  |                                     |
| 2008      | CSI: Miami                     | Carmen Delko        | Sèrie                               |
| 2012      | Capadocia                      | Silvia Illes        | Sèrie de televisió                  |
| 2014-2015 | The Strain                     | Guadalupe Elizalde  | Sèrie                               |
| 2020      | Penny Dreadful: City of Angels | María Vega          | Sèrie                               |

### Direcció
| Any  | Títol                 | Notes                           |
| ---- | --------------------- | ------------------------------- |
| 1999 | Mai t'oblidaré        | Directora d'escena, segona part |
| 2000 | Bogeria d'amor        | Directora d'escena              |
| 2001 | Aventures en el temps | Directora d'escena              |
| 2001 | El manantial          | Directora d'escena en locación  |
| 2002 | Còmplices al rescat   | Directora d'escena              |
| 2010 | Eva Lluna             | Directora d'escena              |
| 2010 | Sacrifici de dona     | Direcció artística              |

## Premis i nominacions
| Any  | Premi                                                | Categoria                                                                                         | Pel·lícula        | Resultat   |
| ---- | ---------------------------------------------------- | ------------------------------------------------------------------------------------------------- | ----------------- | ---------- |
| 2006 | About.com                                            | Millor actriu de repartiment en una pel·lícula                                                    | Babel             | guanyadora |
| 2006 | Oscar                                                | Oscar a la millor actriu secundària                                                               | Babel             | nominada   |
| 2006 | Broadcast Film Critics Association                   | Premi Broadcast Film Critics Association a la millor actriu de repartiment                        | Babel             | nominada   |
| 2006 | Broadcast Film Critics Association                   | Premi Critics Choice Awards al millor repartiment                                                 | Babel             | nominada   |
| 2006 | Associació de Crítics de Cinema de Chicago           | Millor actriu de repartiment en una pel·lícula                                                    | Babel             | nominada   |
| 2006 | Globus d'Or                                          | Globus d'Or a la millor actriu secundària                                                         | Babel             | nominada   |
| 2006 | Premis Gotham                                        | Millor repartiment                                                                                | Babel             | guanyadora |
| 2006 | Imagen Awards                                        | Premio Imatge a la millor actriu de repartiment                                                   | Babel             | nominada   |
| 2006 | Online Film Critics Society                          | Millor actriu de repartiment en una pel·lícula                                                    | Babel             | nominada   |
| 2006 | Festival Internacional de Cinema de Palm Springs     | Festival Internacional de Cinema de Palm Springs                                                  | Babel             | guanyadora |
| 2006 | San Francisco Film Critics Circle                    | Millor actriu de repartiment en una pel·lícula                                                    | Babel             | guanyadora |
| 2006 | Premis del Sindicat d'Actors                         | Premi del Sindicat d'Actors a la millor actriu de repartiment en una pel·lícula                   | Babel             | nominada   |
| 2006 | Premis del Sindicat d'Actors                         | Premi del Sindicat d'Actors al millor repartiment d'una pel·lícula                                | Babel             | nominada   |
| 2006 | Alliance of Women Film Journalists                   | Millor actriu de repartiment                                                                      | Babel             | nominada   |
| 2006 | Circuit Community Awards                             | Millor actriu de repartiment                                                                      | Babel             | nominada   |
| 2006 | Circuit Community Awards                             | Millor repartiment                                                                                | Babel             | nominada   |
| 2006 | Associació de Crítics de Cinema de Sant Diego        | Premi de l'Associació de Crítics de Cinema de Sant Diego al millor repartiment                    | Babel             | guanyadora |
| 2006 | Associació de Crítics de Cinema de Dallas-Fort Worth | Premi de l'Associació de Crítics de Cinema de Dallas-Fort Worth a la millor actriu de repartiment | Babel             | guanyadora |
| 2007 | ALMA Award                                           | Millor actriu en una Pel·lícula                                                                   | Babel             | guanyadora |
| 2007 | Online Film & Television Association                 | Millor actriu de repartiment                                                                      | Babel             | nominada   |
| 2007 | Vancouver Film Critics Circle                        | Vancouver Film Critics Circle Award for Best Supporting Actress                                   | Babel             | nominada   |
| 2011 | Premis Imagen                                        | Premio Imatge a la millor actriu de repartiment                                                   | From Prada to Res | guanyadora |
| 2015 | Premis Deesses de Plata                              | Deessa de Plata a la millor actriu de repartiment                                                 | Guten Tag, Ramón  | guanyadora |